# Пантанело (Козенца)
Пантанело је насеље у Италији у округу Козенца, региону Калабрија.
Према процени из 2011. у насељу је живело 79 становника. Насеље се налази на надморској висини од 90 м.